# Стрингс
Стрингс (на енглеском Жице) је пакистанска поп група од два члана, Билал Максуд (на Урду بلال مقصود) и Фејсал Кападија (на Урду فیصل کپاڈیا). Група Стрингс је своју историју започела као четворочлана група четири факултетска пријатеља 1990. године. Тада је група објавила свој први истоимени албум Стрингс. Након другог албума Стрингс 2, група је расформирана. Осам година касније, 2000. године, Билал и Фејсал поново оживљавају групу, и објављују два албума Дур и затим Дани, и песме са оба албума су постале интернационални хитови. 
Дани, Стрингсⓘ

## Дискографија
- Дани (2004)
- Хај Кој Хум Џасија (2003) Званична песма Крикет Купа 2003. године
- Дур (2000)
- Стрингс 2 (1992)
- Стрингс (1990)

## Награде
- Њихова песма „Нађанај Кјун“ са албума Дани је део соундтрака филма Спајдер-Мен 2.

- 2005. године чланови групе Стрингс су добили МТВ награду као најбоља поп група у Азији. Иронично је што су током номинација номиновани као индијска група, иако су из Пакистана. Певали су песму зинда Хун, за индијски филм Зинда, па је отуда дошло до забуне.